# 愛と憎しみの法廷
『愛と憎しみの法廷』（英: What Makes a Family）は、2001年にLifetimeにより製作されたアメリカ合衆国のテレビ映画。

## キャスト
- ジャニーン：ブルック・シールズ
- テリー：ウーピー・ゴールドバーグ
- サンディ：チェリー・ジョーンズ
- エヴリン：アン・メアラ
- フランク：アル・ワックスマン
- ヘザー：ジョーディ・ベナッター
- ノラ：メラニー・ニコルズ＝キング
- オブライエン：ディーン・マクダーモット
- マイケル：リチャード・フィッツパトリック